# Liste des porte-drapeaux à la cérémonie d'ouverture des Jeux olympiques d'hiver de 2022
Cet article répertorie la liste des porte-drapeaux lors de la cérémonie d'ouverture des Jeux olympiques d'hiver de 2022 à Pékin (Chine), qui se déroule le 4 février 2022 au Stade national à 20h00 heure locale.
Elle est classée dans l'ordre selon lequel les délégations nationales défilent. Conformément à la tradition, la délégation ouvrant la marche est celle de la Grèce, en sa qualité de pays fondateur des Jeux olympiques, et la dernière, clôturant la parade, est celle du pays hôte, ici la Chine.
Comme toujours, l'ensemble des autres comités nationaux cheminent dans l'ordre alphabétique de la langue de la nation organisatrice des Jeux, le Pinyin.
L'Italie, le prochain hôte des Jeux olympiques d'hiver, défile en avant-dernière position (au lieu de parader entre la Nouvelle-Zélande et la Serbie, comme voulu par le protocole officiel).

## Liste des porte-drapeau
Chaque ligne indique le nom du porte-drapeau, sa discipline et la délégation qu'il représente.
Pour les pays qui le souhaitent, il est possible d'avoir deux porte-drapeaux, un homme et une femme. Trois pays (Nigeria, Liechtenstein et Îles Vierges des États-Unis) n’avaient pas d'athlètes disponibles pour la parade et le drapeau a été porté par un volontaire.
147 porte-drapeaux ont participé à la parade, dont 58 skieurs alpin ; si le ski de fond (13), patinage de vitesse (12) ou patinage artistique (12) sont représentés, le calendrier des compétitions n'a pas permis à certaines catégories d'être représentées : on ne trouve qu'une seule biathlète mais aucun en saut à ski
| Ordre | Pays                        | Nom en chinois   | Pinyin                  | Porte-drapeau masculin       | Porte-drapeau masculin  | Porte-drapeau féminin      | Porte-drapeau féminin   | R.     |
| Ordre | Pays                        | Nom en chinois   | Pinyin                  | Sportif                      | Discipline              | Sportive                   | Discipline              | R.     |
| ----- | --------------------------- | ---------------- | ----------------------- | ---------------------------- | ----------------------- | -------------------------- | ----------------------- | ------ |
| 1     | Grèce                       | 希腊             | Xīlà                    | Apóstolos Angelís            | Ski de fond             | María Dánou                | Ski de fond             |        |
| 2     | Turquie                     | 土耳其           | Tǔěrqí                  | Furkan Akar                  | Short-track             | Ayşenur Duman              | Ski de fond             |        |
| 3     | Malte                       | 马耳他           | Mǎěrtā                  | NC                           | NC                      | Jenise Spiteri             | Snowboard               | [ 5 ]  |
| 4     | Madagascar                  | 马达加斯加       | Mǎdájiāsījiā            | Mathieu Neumuller            | Ski alpin               | Mialitiana Clerc           | Ski alpin               |        |
| 5     | Malaisie                    | 马来西亚         | Mǎláixīyà               | Jeffrey Webb                 | Ski alpin               | Aruwin Salehhuddin         | Ski alpin               | [ 6 ]  |
| 6     | Équateur                    | 厄瓜多尔         | Èguāduōěr               | NC                           | NC                      | Sarah Escobar              | Ski alpin               | [ 7 ]  |
| 7     | Érythrée                    | 厄立特里亚       | Èlìtélǐyà               | Shannon-Ogbnai Abeda         | Ski alpin               | NC                         | NC                      | [ 8 ]  |
| 8     | Jamaïque                    | 牙买加           | Yámǎijiā                | Benjamin Alexander           | Ski alpin               | Jazmine Fenlator-Victorian | Bobsleigh               |        |
| 9     | Belgique                    | 比利时           | Bǐlìshí                 | Armand Marchant              | Ski alpin               | Loena Hendrickx            | Patinage artistique     | [ 9 ]  |
| 10    | Japon                       | 日本             | Rìběn                   | Akito Watabe                 | Combiné nordique        | Arisa Go                   | Patinage de vitesse     | ,      |
| 11    | Taipei chinois              | 中华台北         | Zhōnghuá Táiběi         | Ho Ping-jui                  | Ski alpin               | Huang Yu-ting              | Patinage de vitesse     | [ 12 ] |
| 12    | Hong Kong                   | 中国香港         | Zhōngguó Xiānggǎng      | Sidney Chu                   | Short-track             | NC                         | NC                      | [ 13 ] |
| 13    | Danemark                    | 丹麦             | Dānmài                  | Frans Nielsen                | Hockey sur glace        | Madeleine Dupont           | Curling                 | [ 14 ] |
| 14    | Ukraine                     | 乌克兰           | Wūkèlán                 | Oleksandr Abramenko          | Ski acrobatique         | Oleksandra Nazarova        | Patinage artistique     |        |
| 15    | Ouzbékistan                 | 乌兹别克斯坦     | Wūzībiékèsītǎn          | Komiljon Tukhtaev            | Ski alpin               | NC                         | NC                      |        |
| 16    | Brésil                      | 巴西             | Bāxī                    | Édson Bindilatti             | Bobsleigh               | Jaqueline Mourão           | Ski de fond             | [ 15 ] |
| 17    | Pakistan                    | 巴基斯坦         | Bājīsītǎn               | Muhammad Karim               | Ski alpin               | NC                         | NC                      |        |
| 18    | Israël                      | 以色列           | Yǐsèliè                 | Evgeni Krasnopolski          | Patinage artistique     | Noa Szollos                | Ski alpin               |        |
| 19    | Timor oriental              | 东帝汶           | Dōngdìwèn               | Yohan Goutt Goncalves        | Ski alpin               | NC                         | NC                      |        |
| 20    | Macédoine du Nord           | 北马其顿         | Běimǎqídùn              | Dardan Dehari                | Ski alpin               | NC                         | NC                      | [ 17 ] |
| 21    | Luxembourg                  | 卢森堡           | Lúsēnbǎo                | Matthieu Osch                | Ski alpin               | Gwyneth ten Raa            | Ski alpin               |        |
| 22    | Biélorussie                 | 白俄罗斯         | Báiéluósī               | Ignat Golovatsiuk            | Patinage de vitesse     | Hanna Nifantava            | Patinage de vitesse     |        |
| 23    | Inde                        | 印度             | Yìndù                   | Arif Mohd Khan               | Ski alpin               | NC                         | NC                      |        |
| 24    | Lituanie                    | 立陶宛           | Lìtáowǎn                | Deividas Kizala              | Patinage artistique     | Paulina Ramanauskaitė      | Patinage artistique     |        |
| 25    | Nigeria                     | 尼日利亚         | Nírìlìyà                | Porté par un volontaire      | Porté par un volontaire | Porté par un volontaire    | Porté par un volontaire |        |
| 26    | Ghana                       | 加纳             | Jiānà                   | Carlos Mäder                 | Ski alpin               | NC                         | NC                      | [ 19 ] |
| 27    | Canada                      | 加拿大           | Jiānádà                 | Charles Hamelin              | Short-track             | Marie-Philip Poulin        | Hockey sur glace        |        |
| 28    | Saint-Marin                 | 圣马力诺         | Shèng Mǎlìnuò           | Matteo Gatti                 | Ski alpin               | Anna Torsani               | Ski alpin               |        |
| 29    | Kirghizistan                | 吉尔吉斯斯坦     | Jíěrjísīsītǎn           | Maksim Gordeev               | Ski alpin               | NC                         | NC                      |        |
| 30    | Arménie                     | 亚美尼亚         | Yàměiníyà               | Mikayel Mikayelyan           | Ski de fond             | Tina Garabedian            | Patinage artistique     |        |
| 31    | Espagne                     | 西班牙           | Xībānyá                 | Ander Mirambell              | Skeleton                | Queralt Castellet          | Snowboard               | [ 20 ] |
| 32    | Liechtenstein               | 列支敦士登       | Lièzhīdūnshìdēng        | Porté par un volontaire      | Porté par un volontaire | Porté par un volontaire    | Porté par un volontaire |        |
| 33    | Iran                        | 伊朗             | Yīlǎng                  | Hossein Saveh-Shemshaki      | Ski alpin               | Atefeh Ahmadi              | Ski alpin               | [ 21 ] |
| 34    | Hongrie                     | 匈牙利           | Xiōngyálì               | Márton Kékesi                | Ski alpin               | Zita Tóth                  | Ski alpin               |        |
| 35    | Islande                     | 冰岛             | Bīngdǎo                 | Sturla Snær Snorrason        | Ski alpin               | Kristrún Guðnadóttir       | Ski de fond             | [ 22 ] |
| 36    | Andorre                     | 安道尔           | Āndàoěr                 | NC                           | NC                      | Maeva Estevez              | Snowboard               | [ 23 ] |
| 37    | Finlande                    | 芬兰             | Fēnlán                  | Valtteri Filppula            | Hockey sur glace        | NC                         | NC                      | [ 24 ] |
| 38    | Croatie                     | 克罗地亚         | Kèluódìyà               | Marko Skender                | Ski de fond             | Zrinka Ljutić              | Ski alpin               |        |
| 39    | Arabie saoudite             | 沙特             | Shātè                   | Fayik Abdi                   | Ski alpin               | NC                         | NC                      |        |
| 40    | Albanie                     | 阿尔巴尼亚       | Āěrbāníyà               | Denni Xhepa                  | Ski alpin               | NC                         | NC                      | [ 25 ] |
| 41    | Argentine                   | 阿根廷           | Āgēntíng                | Franco Dal Farra             | Ski de fond             | Francesca Baruzzi Farriol  | Ski alpin               | [ 26 ] |
| 42    | Azerbaïdjan                 | 阿塞拜疆         | Āsāibàijiāng            | Vladimir Litvintsev          | Patinage artistique     | NC                         | NC                      | [ 27 ] |
| 43    | Lettonie                    | 拉脱维亚         | Lātuōwéiyà              | Lauris Dārziņš               | Hockey sur glace        | Elīza Tīruma               | Luge                    | [ 28 ] |
| 44    | Grande-Bretagne             | 英国             | Yīngguó                 | David Ryding                 | Ski alpin               | Eve Muirhead               | Curling                 | [ 29 ] |
| 45    | Roumanie                    | 罗马尼亚         | Luōmǎníyà               | Paul Constantin Pepene       | Ski de fond             | Raluca Strămăturaru        | Luge                    | [ 30 ] |
| 46    | ROC                         | ROC              | -                       | Vadim Chipatchiov            | Hockey sur glace        | Olga Fatkulina             | Patinage de vitesse     |        |
| 47    | France                      | 法国             | Fǎguó                   | Kevin Rolland                | Ski acrobatique         | Tessa Worley               | Ski alpin               | [ 31 ] |
| 48    | Pologne                     | 波兰             | Bōlán                   | Zbigniew Bródka              | Patinage de vitesse     | Aleksandra Król            | Snowboard               | [ 32 ] |
| 49    | Porto Rico                  | 波多黎各         | Bōduō Lígè              | William C. Flaherty          | Ski alpin               | Kellie Delka               | Skeleton                | [ 33 ] |
| 50    | Bosnie-Herzégovine          | 波黑             | Bōhēi                   | Mirza Nikolajev              | Luge                    | Elvedina Muzaferija        | Ski alpin               |        |
| 51    | Bolivie                     | 玻利维亚         | Bōlìwéiyà               | Simon Breitfuss Kammerlander | Ski alpin               | NC                         | NC                      |        |
| 52    | Norvège                     | 挪威             | Nuówēi                  | Kjetil Jansrud               | Ski alpin               | Kristin Skaslien           | Curling                 |        |
| 53    | Kazakhstan                  | 哈萨克斯坦       | Hāsàkèsītǎn             | Abzal Azhgaliyev             | Short-track             | Yekaterina Aydova          | Patinage de vitesse     | ,      |
| 54    | Kosovo                      | 科索沃           | Kēsuǒwò                 | Albin Tahiri                 | Ski alpin               | Kiana Kryeziu              | Ski alpin               |        |
| 55    | Bulgarie                    | 保加利亚         | Bǎojiālìyà              | Radoslav Yankov              | Snowboard               | Maria Zdravkova            | Biathlon                | [ 36 ] |
| 56    | États-Unis                  | 美国             | Měiguó                  | John Shuster                 | Curling                 | Brittany Bowe              | Patinage de vitesse     | [ 38 ] |
| 57    | Samoa américaines           | 美属萨摩亚       | Měishǔ Sàmóyà           | Nathan Crumpton              | Skeleton                | NC                         | NC                      |        |
| 58    | Îles Vierges des États-Unis | 美属维尔京群岛   | Měishǔ Wéiěrjīng Qúndǎo | Porté par un volontaire      | Porté par un volontaire | Porté par un volontaire    | Porté par un volontaire |        |
| 59    | Thaïlande                   | 泰国             | Tàiguó                  | Nicola Zanon                 | Ski alpin               | Karen Chanloung            | Ski de fond             |        |
| 60    | Pays-Bas                    | 荷兰             | Hélán                   | Kjeld Nuis                   | Patinage de vitesse     | Lindsay van Zundert        | Patinage artistique     | [ 40 ] |
| 61    | Géorgie                     | 格鲁吉亚         | Gélǔjíyà                | Moris Kvitelashvili          | Patinage artistique     | Nino Tsiklauri             | Ski alpin               | [ 41 ] |
| 62    | Colombie                    | 哥伦比亚         | Gēlúnbǐyà               | Carlos Andres Quintana       | Ski de fond             | Laura Gómez                | Patinage de vitesse     |        |
| 63    | Trinité-et-Tobago           | 特立尼达和多巴哥 | Tèlìnídá hé Duōbāgē     | Andre Marcano                | Bobsleigh               | NC                         | NC                      | [ 42 ] |
| 64    | Pérou                       | 秘鲁             | Bìlǔ                    | NC                           | NC                      | Ornella Oettl Reyes        | Ski alpin               |        |
| 65    | Irlande                     | 爱尔兰           | Aìěrlán                 | Brendan Newby                | Ski acrobatique         | Elsa Desmond               | Luge                    | [ 43 ] |
| 66    | Estonie                     | 爱沙尼亚         | Aìshāníyà               | Martin Himma                 | Ski de fond             | Kelly Sildaru              | Ski acrobatique         | [ 44 ] |
| 67    | Haïti                       | 海地             | Hǎidì                   | Richardson Viano             | Ski alpin               | NC                         | NC                      |        |
| 68    | Tchéquie                    | 捷克             | Jiékè                   | Michal Březina               | Patinage artistique     | Alena Mills                | Hockey sur glace        | [ 45 ] |
| 69    | Philippines                 | 菲律宾           | Fēilǜbīn                | Asa Miller                   | Ski alpin               | NC                         | NC                      | [ 46 ] |
| 70    | Slovénie                    | 斯洛文尼亚       | Sīluòwénníyà            | Rok Marguč                   | Snowboard               | Ilka Štuhec                | Ski alpin               |        |
| 71    | Slovaquie                   | 斯洛伐克         | Sīluòfákè               | Marek Hrivík                 | Hockey sur glace        | Katarína Šimoňáková        | Luge                    |        |
| 72    | Portugal                    | 葡萄牙           | Pútáoyá                 | Ricardo Brancal              | Ski alpin               | Vanina Guerillot           | Ski alpin               |        |
| 73    | Corée du Sud                | 韩国             | Hánguó                  | Kwak Yoon-gy                 | Short-track             | Kim Alang                  | Short-track             | [ 49 ] |
| 74    | Monténégro                  | 黑山             | Hēishān                 | Eldar Salihović              | Ski alpin               | Jelena Vujičić             | Ski alpin               |        |
| 75    | Chili                       | 智利             | Zhìlì                   | Henrik von Appen             | Ski alpin               | Dominique Ohaco            | Ski acrobatique         |        |
| 76    | Autriche                    | 奥地利           | Aòdìlì                  | Benjamin Maier               | Bobsleigh               | Julia Dujmovits            | Snowboard               |        |
| 77    | Suisse                      | 瑞士             | Ruìshì                  | Andres Ambühl                | Hockey sur glace        | Wendy Holdener             | Ski alpin               | [ 50 ] |
| 78    | Suède                       | 瑞典             | Ruìdiǎn                 | Oliwer Magnusson             | Ski acrobatique         | Emma Nordin                | Hockey sur glace        |        |
| 79    | Mongolie                    | 蒙古             | Měnggǔ                  | Batmönkhiin Achbadrakh       | Ski de fond             | Ariunsanaagiin Enkhtuul    | Ski de fond             |        |
| 80    | Nouvelle-Zélande            | 新西兰           | Xīn Xīlán               | Finn Bilous                  | Ski acrobatique         | Alice Robinson             | Ski alpin               | [ 51 ] |
| 81    | Serbie                      | 塞尔维亚         | Sàiěrwéiyà              | Marko Vukićević              | Ski alpin               | NC                         | NC                      |        |
| 82    | Chypre                      | 塞浦路斯         | Sàipǔlùsī               | Yianno Kouyoumdjian          | Ski alpin               | NC                         | NC                      |        |
| 83    | Mexique                     | 墨西哥           | Mòxīgē                  | Donovan Carrillo             | Patinage artistique     | Sarah Schleper             | Ski alpin               | [ 52 ] |
| 84    | Liban                       | 黎巴嫩           | Líbānèn                 | Cesar Arnouk                 | Ski alpin               | Manon Ouaiss               | Ski alpin               |        |
| 85    | Allemagne                   | 德国             | Déguó                   | Francesco Friedrich          | Bobsleigh               | Claudia Pechstein          | Patinage de vitesse     | [ 53 ] |
| 86    | Moldavie                    | 摩尔多瓦         | Móěrduōwǎ               | NC                           | NC                      | Doina Descalui             | Luge                    | [ 54 ] |
| 87    | Monaco                      | 摩纳哥           | Mónàgē                  | Arnaud Alessandria           | Ski alpin               | NC                         | NC                      | [ 55 ] |
| 88    | Maroc                       | 摩洛哥           | Móluògē                 | Yassine Aouich               | Ski alpin               | NC                         | NC                      |        |
| 89    | Australie                   | 澳大利亚         | Àodàlìyǎ                | Brendan Kerry                | Patinage artistique     | Laura Peel                 | Ski acrobatique         | [ 56 ] |
| 90    | Italie                      | 意大利           | Yìdàlì                  | NC                           | NC                      | Michela Moioli             | Snowboard               | [ 57 ] |
| 91    | Chine                       | 中国             | Zhōngguó                | Gao Tingyu                   | Patinage de vitesse     | Zhao Dan                   | Skeleton                | [ 58 ] |